# Az én apám
Az én apám – singel węgierskiego piosenkarza Jociego Pápaia wydany w grudniu 2018. Piosenkę skomponowali Pápai i Ferenc Molnár Caramel, który stworzył również tekst do piosenki.
Do piosenki powstał oficjalny teledysk, który miał premierę 23 grudnia 2018 na kanale „Pápai Joci Official” w serwisie YouTube. Za reżyserię klipu odpowiada Jimy J. Hollywood.
W lutym 2019 kompozycja wygrała w finale krajowych eliminacji eurowizyjnych A Dal, dzięki czemu reprezentowała Węgry w 64. Konkursie Piosenki Eurowizji w Tel Awiwie. Piosenka została zaprezentowana w pierwszym półfinale konkursu i nie zakwalifikowała się do finału zajmując 12. miejsce z 97 punktami.